# L'americano (opera)
L'americano è un intermezzo a quattro voci in due atti del compositore Niccolò Piccinni su libretto di Angelo Longi.
Fu rappresentato la prima volta al Teatro Capranica di Roma il 22 febbraio 1772 in occasione del carnevale che veniva festeggiato nella città eterna in quell'anno. L'opera fu ben accolta dal pubblico romano e fu oggetto di diverse riprese negli anni successivi (si ricorda quella di Ratisbona del 1776) con diversi titoli: L'americano incivilito e  L'americano ingentilito.
Di forte ispirazione voltairiana, l'intermezzo si collega alle discussioni dell'epoca sulla superiorità degli europei rispetto agli indigeni americani e quindi alla schiavitù e alla forzata civilizzazione alla quale questi ultimi erano sottoposti.
La musica di quest'opera comica è piacevole. Vi sono molte arie e relativamente pochi duetti e pezzi d'insieme. I recitativi risultano essere semplici collegamenti tra i vari brani cantati, talvolta molto spiritosi.

## Trama
Il livornese Cavalier Lisandro torna in patria dopo un lungo periodo trascorso in America; egli ha condotto con sé il giovane indigeno californiano Villotto (civilizzato e forzato a convertirsi alle mode ed usanze dell'epoca. Ad attendere Lisandro vi è la futura sposa Donna Aurora, una bizzarra nobildonna. Sia costei che la pastorella Silvia s'invaghiscono del selvaggio americano. Dopo alcune diatribe l'opera si conclude lietamente con le doppie nozze Cavalier Lisandro - Donna Aurora e Villotto - Silvia.

## Rappresentazione in tempi moderni e registrazione
L'Americano fu rappresentato in tempi moderni e registrato (dal vivo) per la prima e unica volta nel luglio del 1996 in occasione del Festival della Valle d'Itria tenutosi a Martina Franca. L'esecuzione fu affidata all'Orchestra Internazionale d'Italia sotto la direzione di Eric Hull, mentre nel cast comparirono Patrizia Ciofi (Silvia), Giovanna Donadini (Donna Aurora), Simon Edwards (Villotto) e Domenico Colaianni (Lisandro).